# Banco de Jordania

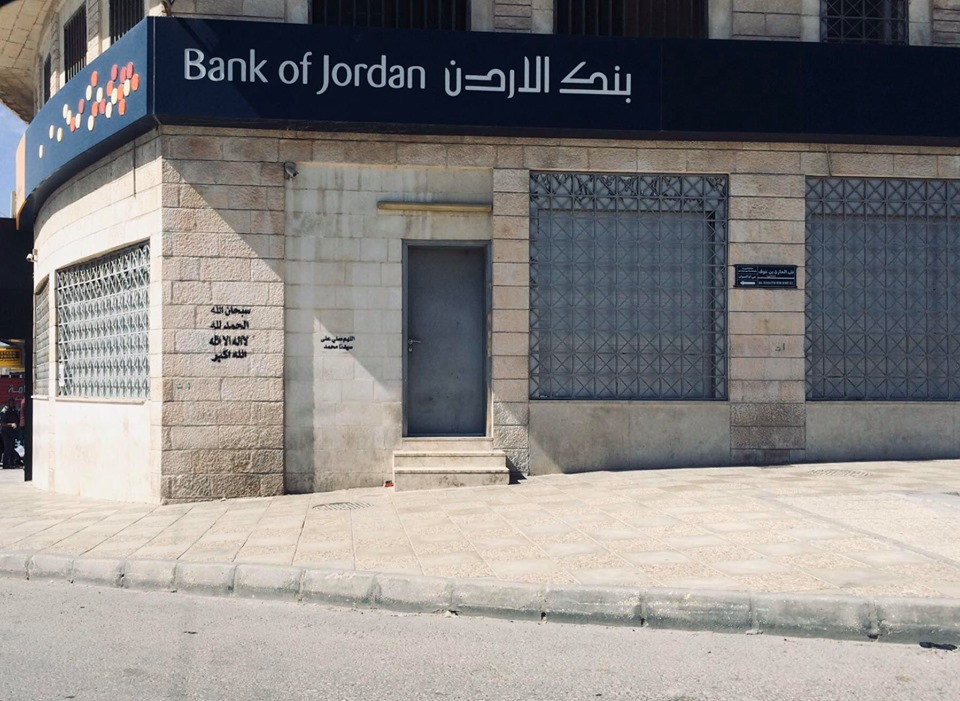
Oficina del Banco de Jordania.

El Banco de Jordania, en inglés Bank of Jordan, es un banco jordano. La entidad se fundó en 1960 y tiene su sede en Amán. El banco ofrece, entre otros servicios, tarjetas de crédito y banca electrónica. 
Cuenta con más de 60 sucursales en Jordania y 8 más en Cisjordania y en la Franja de Gaza (territorios palestinos). 
Las acciones del banco están listadas en el Índice ponderado por capitalización de mercado ASE de la Bolsa de Amán.